# Hans von Rosen
Le comte Hans Robert von Rosen, né le 8 août 1888 à Norsholm et mort le 2 septembre 1952 à Norrköping, est un capitaine dans l'armée suédoise et le cavalier qui a participé aux Jeux olympiques de 1912 et aux Jeux olympiques de 1920.

## Carrière
En 1912, lui et son cheval, Lord Iron font partie de l'équipe équestre suédoise, qui remporta la médaille d'or en saut d’obstacles.
Huit ans plus tard, il remporte à nouveau la médaille d'or avec l'équipe suédoise de saut d'obstacles. Cette fois avec son cheval Poor Boy. Il a également participé à l'épreuve de dressage individuel et a remporté la médaille de bronze avec sa monture Running Sister.
von Rosen devient capitaine de cavalerie (ryttmästare) en 1925 et écuyer à la Cour Royale de Suède la même année

## Prix et décorations
- Médaille commémorative du Jubilé du roi Gustave V (1948)
- Chevalier de l'ordre de Vasa
- Deuxième classe de la croix militaire